# Jesse Shapiro

Jesse Shapiro (2021)

Jesse M. Shapiro ist ein US-amerikanischer Wirtschaftswissenschaftler und Hochschullehrer, der eine Professur für Politische Ökonomie an der Brown University innehat. Shapiro wurde 2008 durch den Economist als einer von acht Top-Nachwuchswissenschaftlern im Bereich der Wirtschaftswissenschaften hervorgehoben. Laut dem Economist folgt Shapiro ebenso wie sein Kollege Roland Fryer der intellektuellen Tradition von Steven Levitt, insofern er ökonomische Methoden und Theorien verwendet, um auf sozialpolitische Probleme Antworten zu finden. Die Forschungsinteressen von Professor Shapiro sind vor allem in den Fachgebieten der industriellen Organisationstheorie und der politischen Ökonomie angesiedelt.

## Ausbildung
2001 wurde Shapiro vom Harvard College einen A.B. in Volkswirtschaftslehre mit der Bestnote summa cum laude verliehen. Ebenfalls in 2001 erhielt er von der Harvard University einen A.M. in Statistik. 2005 wurde ihm im Anschluss an seine Promotion an der Harvard University von dieser ein Ph.D. verliehen.

## Beruflicher Werdegang
Nach seinem Abschluss an der Harvard University arbeitete Shapiro von 2005 bis 2007 als Becker Fellow am Becker Center on Chicago Price Theory an der University of Chicago und begann für das National Bureau of Economic Research als Faculty Research Fellow im Bereich Labor Studies (seit 2011 Research Associate) zu forschen. Für das National Bureau of Economic Research arbeitete er auch als Research Associate im Bereich Political Economy. 2007 wurde Shapiro an der Booth School of Business der University of Chicago zu einem Assistant Professor für VWL, bevor er 2010 zum vollwertigen Professor befördert wurde. Auch war er an der University of Chicago ein Neubauer Family Faculty Fellow (2008–2009), ein Robert King Steel (2009–2011) und ein Centel Foundation/Robert P. Reuss Faculty Scholar (2010–2011). 2014 ging er zunächst als Visiting Professor für VWL an die Brown University, um danach von 2015 bis 2019 dort eine langfristige Stelle als Professor anzunehmen. 2019 wechselte er an den Lehrstuhl für Politische Ökonomie.
Im Bereich wissenschaftlicher Publikation ist Shaprio seit 2011 als Associate Editor des American Economic Journal: Applied Economics und seit 2012 als Redakteur des Journal of Political Economy tätig.

## Forschung
Jesse Shapiro gehört gemäß der wirtschaftswissenschaftlichen Publikationsdatenbank IDEAS zu den 5 Prozent der meistzitierten Ökonomen. Seine am häufigsten zitierte Publikation ist der 2003 gemeinsam mit David Cutler und Edward Glaeser verfasste Artikel Why Have Americans Become More Obese?. In diesem Artikel untersuchen Shapiro, Glaeser und Cutler die Frage, wieso der Anteil der fettleibigen Bevölkerung in den USA seit den 1970er Jahren drastisch zugenommen hat. Diese Steigerung führen die Autoren vornehmlich darauf zurück, dass mehr Nahrungsenergie konsumiert wird. Der Zuwachs des Nahrungskonsums in den USA wird wiederum als Ergebnis jener technologischen Neuerungen bewertet, die eine Zubereitung der Lebensmittel fernab des Konsumortes und einen schnelleren Konsum von Lebensmitteln bei geringeren Zubereitungs- und Säuberungskosten möglich gemacht haben. Des Weiteren weisen die Autoren darauf hin, dass diesbezüglich Preisveränderungen normalerweise nützlich sind, dies aber eventuell nicht gilt, wenn Selbstbeherrschungsprobleme vorliegen.
Darüber hinaus wurden Artikel von Shapiro in renommierten wirtschaftswissenschaftlichen Fachzeitschriften wie der American Economic Review, dem Quarterly Journal of Economics, Econometrica oder dem Journal of Political Economy publiziert.

## Auszeichnungen und Stipendien
Während seiner postgraduierten Studien an der Harvard University teilten sich Daniel Benjamin und Shapiro von 2003 bis 2006 den Russell Sage Foundation Small Grant für Verhaltensökonomik. Des Weiteren erhielt Shapiro zusammen mit Matthew Gentzkow zwei Forschungsstipendien der National Science Foundation (2005–2009, 2009–2012).
Außerdem war Shapiro ein Graduate Research Fellow der National Science Foundation (2001–2004), ein Chiles Foundation Fellow (2004–2005), ein Humane Studies Fellow des Institute for Humane Studies (2001–2005), ein Research Fellow der Alfred P. Sloan Foundation und erhielt ein Stipendium zur Finanzierung seiner Promotion vom Center for Basic Research in the Social Sciences (2004–2005).
2021 wurde Shapiro eine MacArthur Fellowship zugesprochen.

## Trivia
Jesse Shapiro interessiert sich außerdem für Comics, Computerspiele und Brooklyn.

## Schriften
- mit David M. Cutler, Edward L. Glaeser: Why Have Americans Become More Obese? In: Journal of Economic Perspectives. Vol. 17, Nr. 3, 2003, S. 93–118.
- mit Edward L. Glaeser, Giacomo A. M. Ponzetto: Strategic Extremism: Why Republicans and Democrats Divide on Religious Values. In: The Quarterly Journal of Economics. Vol. 120, Nr. 4, 2005, S. 1283–1330.
- Is there a daily discount rate? Evidence from the food stamp nurition cycle. In: Journal of Public Economics. Vol. 89, Nr. 2–3, 2005, S. 303–325.
- mit Matthew Gentzkow: Media Bias and Reputation. In: Journal of Political Economy. Vol. 114, Nr. 2, 2006, S. 280–316.
- mit Matthew Gentzkow: What drives media slant? Evidence from US daily newspapers. In: Econometrica. Vol. 78, Nr. 1, S. 35–71.